# Projet Génie
Pour other projects of a similar name, voir Genie (disambiguation).
 (avril 2025).
Project Genie désigne le nom d'un projet de recherche en sciences informatiques mis sur pied en 1964 par des scientifiques à l'Université de Californie à Berkeley,qui a débouché un peu plus tard sur le Berkeley Timesharing System, mis sur le marché commercial via l'ordinateur SDS 940.

## Histoire

### Financement public
Ce programme a bénéficié d'un financement de type public organisé par J.C.R Licklider, alors directeur du Bureau des techniques de traitement de l'information de l'ARPA. Il a été une composante du projet MAC du MIT.
Support du programme, l'ordinateur Scientific Data Systems appelé SDS 940 fut ainsi bâti à partir d'un ordinateur commercial SDS 930 24 bits modifié pour une vocation de temps partagé, sous la direction de Melvin W. Pirtle et Wayne Lichtenberger à l'UC Berkeley. Butler Lampson, Chuck Thacker et L. Peter Deutsch étaient parmi les jeunes responsables techniques de ce projet. Une fois achevé et en service, le premier 940 fonctionnait de manière fiable malgré sa série de problèmes mécaniques délicats, comme un énorme lecteur de disque entraîné par des bras hydrauliques. Il servait environ quarante ou cinquante utilisateurs à la fois et parvenait toujours à piloter un sous-système graphique tout à fait performant pour l'époque.

### Problèmes de production
Lorsque SDS a réalisé la valeur du temps partagé et que le logiciel était dans le domaine public (financé par le gouvernement fédéral américain), le constructeur est revenu à Berkeley, collecter suffisamment d'informations pour commencer la fabrication. Étant donné que la production SDS était surchargée par celle de la série 9 et le démarrage de la production de la série Sigma, le constructeur n'a pas pu intégrer les modifications 940 dans la ligne de production standard.
Au lieu de cela, la production des 940 a été confiée au département d'ingénierie des systèmes, qui a fabriqué des systèmes personnalisés selon les besoins des utilisateurs.
Pour produire un 940, le département d'ingénierie des systèmes a commandé un 930 auprès de SDS Manufacturing, a installé les modifications développées par les ingénieurs de Berkeley et a expédié la machine au client SDS sous le nom de 940.

### Rôle pionnier de plusieurs technologies informatiques
Le "Project Genie" fut le pionnier de plusieurs technologies informatiques, comme le temps partagé, permettant la programmation par l'utilisateur final en langage machine, des modes utilisateur protégés distincts, la pagination de la mémoire et la mémoire protégée . Les concepts du projet Genie ont influencé le développement du système d'exploitation TENEX pour le PDP-10 et Unix, qui a hérité du concept de bifurcation de processus  (le co-créateur d'Unix, Ken Thompson, a travaillé sur un SDS 940 alors qu'il était à Berkeley). Un ordinateur central SDS 940 a été utilisé par le système en ligne de Douglas Engelbart au Stanford Research Institute et a été le premier ordinateur utilisé par le Community Memory Project à Berkeley.

### Suites avec Cal TSS
En 1968 et jusqu'en 1969, Lampson a également contribué à la conception d'un système de partage de temps différent à Berkeley : Cal TSS pour le CDC 6400 avec Extended Core Storage.
Cal TSS a continué jusqu'en 1971. Plusieurs membres du projet Genie tels que Pirtle, Thacker, Deutsch et Lampson ont quitté UCB pour former la Berkeley Computer Corporation (BCC), qui a produit un prototype, le BCC-500. Après la faillite de BCC à la suite de l'arrêt soudain de son financement par le bailleur d'ordinateurs centraux Data Processing Financial & General (DPF&G), le BCC-500 a été transféré à l' Université d'Hawaï, où il a continué à être utilisé jusqu'aux années 1970. Il est devenu une partie de l'ALOHAnet.

## Suites
Plusieurs employés de la société BCC sont par la suite devenus la colonne vertébrale du groupe de recherche informatique du Xerox PARC (Deutsch, Lampson et Thacker) en 1970. Lichtenberger est allé à l'Université d'Hawaï et a été l'un des premiers employés de Cisco Systems.
De son côté, Pirtle est devenu directeur technique du projet ILLIAC IV au centre de recherche Ames de la NASA.